# Río Dong
El río Dong (en chino, 东江; pinyin, dōng jiāng; literalmente, ‘río Este’) es la fuente oriental del río de las Perlas, uno de los principales ríos de la República Popular de China que discurre por la parte sur del país. (Las otras fuentes son el río Xi y el río Bei.) Tiene una longitud, incluidas sus fuentes, de 523 km.
El río Dong es una fuente importante de agua para Hong Kong, suministra agua potable a más de 40 millones de personas. El gobierno de Hong Kong ha comprado agua del río Dong desde 1965 para su abastecimiento. Más del 70 % de agua es para uso doméstico en Hong Kong.